# Personaggi di SpongeBob

## Personaggi principali

### SpongeBob SquarePants
SpongeBob SquarePants è il protagonista della serie. Il significato del suo nome in italiano è "Spugna-Bob Pantaloni-Quadrati". È una simpatica spugna marina gialla, sempre allegra e felice. Lavora con entusiasmo al Krusty Krab, un fast food sottomarino, dove cucina i Krabby Patty, i panini più gustosi dell'oceano. Abita nella città di Bikini Bottom, in un ananas con degli oblò come finestre, situata sulla strada delle conchiglie. Il suo migliore amico è Patrick Stella. SpongeBob pensa inoltre di essere il miglior amico di Squiddi, il suo vicino di casa, sebbene quest'ultimo non lo sopporti e non faccia nulla per nasconderlo. Nonostante ciò, li unisce un profondo legame. Nel tempo libero va a caccia di meduse con Patrick, gioca con le bolle di sapone e ad altri passatempi infantili o pratica karate con la sua amica Sandy. 

### Patrick Stella
Patrick Stella (Patrick Star) è il migliore amico di SpongeBob, una stella marina rosa. È estremamente tonto e non ha una buona memoria. Più di una volta ha dimostrato di non essere affidabile e di combinare guai partendo da errori a danni di SpongeBob e degli altri. Condivide sempre le idee di SpongeBob: infatti anche i suoi hobby sono uguali a quelli dell'amico (eccetto il karate). Adora rimpinzarsi di cibo e ha una grande passione per le caramelle di gelatina. Indossa sempre dei bermuda a fiori e abita sotto una roccia, dove i mobili sono tutti costruiti con la sabbia. 

### Squiddi Tentacolo
Squiddi Tentacolo (Squidward Tentacles), di nome completo Squidward Quincy Tentacolo (Squidward Quincy Tentacles), è il vicino di casa di SpongeBob e di Patrick. È un polpo di color verde chiaro che ha sempre qualcosa di cui lamentarsi e raramente è emotivo. Lavora al Krusty Krab come cassiere. Non ha alcun interesse nel lavorare e tratta freddamente chiunque gli capiti a tiro. La sua casa è una statua di pietra, simile ai Moai situati nell'Isola di Pasqua. Il suo sogno sarebbe eliminare SpongeBob dalla faccia della Terra e vivere in un mondo in cui tutti siano uguali a lui, infatti l'ha sempre odiato. È molto vanitoso. Adora suonare il clarinetto, pur non essendone in grado, sogna una brillante carriera da artista, ottenendo solo scarsi risultati e ama l'arte, una delle poche cose che lo rendono felice. Il suo nemico giurato è Squilliam, un polpo ricco e arrogante con un elegante sopracciglio unico, che lo tormenta fin dai tempi della scuola. 

### Sandy Cheeks
Sandy Cheeks, di cui nome completo Sandra Jennifer Cheeks, è un'amica di SpongeBob. È uno scoiattolo femmina proveniente dal Texas, che per poter vivere sott'acqua indossa una tuta da astronauta. Abita in una biocupola di vetro, in cui può respirare senza indossare la tuta grazie a una grossa quercia. È anche una scienziata molto intelligente, poliedrica e inventrice, e originariamente venne a Bikini Bottom per studiare le creature del mare e i loro stili di vita. Ha una personalità molto vivace e amichevole, ma anche piuttosto competitiva, e se qualcuno si ritiene migliore di lei o insulta il Texas in sua presenza si arrabbia terribilmente. Ama praticare gli sport estremi e il suo hobby preferito è fare karate con SpongeBob, al quale, malgrado qualche occasionale bisticcio, è particolarmente legata (insieme a Patrick), tanto da mostrare in più di un'occasione un lato protettivo nei suoi confronti.

### Mr. Krab
Mr. Krab (Mr. Krabs), il cui nome completo è Eugene Harold Krab (Eugene Harold Krabs), è il capo di SpongeBob, e proprietario del Krusty Krab. È il granchio più avaro dell'oceano, considera i soldi i suoi migliori amici e fa di tutto per proteggerli. Il suo rivale in affari è Plankton, la quale rivalità sembra nata già dai tempi dell'infanzia malgrado inizialmente fossero migliori amici. Ha una figlia adottiva di nome Perla, che è una balena. Da giovane era un valoroso pirata e la sua nave si chiamava proprio Krusty Krab. Abbandonò poi l'attività per non pagare sempre i suoi pirati, poi si arruolò anche nella marina. È affezionato alla sua prima moneta, al suo primo e al suo milionesimo dollaro. Nonostante la sua forte avidità, che in alcune puntate lo porta a compiere azioni di dubbia moralità, in molti episodi, soprattutto delle prime stagioni, si comporta quasi come una figura paterna verso SpongeBob.

### Plankton
Plankton, il cui nome completo è Sheldon James Plankton, è l'acerrimo nemico di Mr. Krab, sebbene in origine da piccoli siano stati migliori amici, nonché il proprietario del Chum Bucket, il ristorante rivale del Krusty Krab, a cui è posto davanti. Cerca sempre di rubare la formula segreta del Krabby Patty per avere più clienti e battere la concorrenza del Krusty Krab. Come suggerisce il nome, è un copepode planctonico senziente di piccolissime dimensioni. É dotato di una grande intelligenza, ha delle doti di scienziato, ma date le piccole dimensioni non riesce mai ad avere la meglio sugli altri. Tuttavia non si rassegna mai e il suo unico scopo di vita sembra essere rubare la formula del Krabby Patty, cosa che non gli è mai riuscita. Tuttavia mostra anche un grande amore e affetto per sua moglie Karen e il suo animale domestico, l'ameba Spot, facendo di tutto per salvarli quando quest'ultimi si trovano nei guai. 

### Karen Plankton
Karen Plankton è la moglie e la migliore amica di Plankton, un supercomputer impermeabile creato da lui stesso, partendo da una calcolatrice. È composta da uno schermo, da due braccia e due mani. A volte si muove su quattro rotelle, altre volte è nella forma computer fisso, sul muro del Chum Bucket. Quando Plankton parte, lei assume il comando del Chum Bucket. Passa la maggior parte del suo tempo ad aiutare Plankton a escogitare piani per rubare la formula segreta del Krabby Patty, ma il marito tende a prendersi il merito delle sue idee e a non ascoltarla.  

### Perla Krab
Perla Krab (Pearl Krabs) è la figlia adottiva di Mr. Krab. È una giovane femmina di capodoglio dai capelli biondi e gli occhi azzurri. Vivace e alla moda, ma anche viziata e frivola, è spesso in contrasto con suo padre per via dell'eccessiva tendenza al risparmio di quest'ultimo che in più occasioni le ha fatto fare pessime figure con le amiche. Nonostante ciò è molto affezionata a Mr. Krab, e anche quest'ultimo il più delle volte finisce per accontentare i capricci della figlia, per poi pentirsi una volta viste le cifre spese. 

### Signora Puff
La signora Puff (Mrs. Puff), il cui nome completo è Penelope "Poppy" Puff, è un pesce palla ed è l'insegnante di guida di SpongeBob e la titolare della scuola guida da questi frequentata. Non lo sopporta perché molto spesso la fa arrestare o infortunare a causa delle sue scarse competenze di guida, e non vede l'ora che SpongeBob riesca a prendere la patente per liberarsene, cosa che non è ancora successa. In alcuni episodi ha una relazione con Mr. Krab.

### Gary
Gary, il cui nome completo è Garold Wilson Lumaca Jr., è l'animale domestico di SpongeBob ed è un maschio di lumaca di mare, anche se il suo comportamento sembra quello di un gatto domestico. Ha un'intelligenza superiore a quella del suo padrone, tende ad essere in disaccordo con le idee di SpongeBob, e di solito si sforza di avvisarlo. Gary riesce a produrre miagolii di diverse tonalità e intensità e SpongeBob interpreta queste modulazioni di voce meglio della maggior parte delle persone. Gary ama suonare, leggere libri, e mangiare cibo per lumache, fra le altre attività. 

## Personaggi secondari

### Patchy il Pirata
Patchy il Pirata è un marinaio interpretato in live action da Tom Kenny. Fa da presentatore in molti episodi speciali dalla sua piccola casa a Encino, California, e si ritrova spesso coinvolto in varie peripezie con il suo co-conduttore e amico Potty il pappagallo, che tende ad avviare discussioni e causare problemi. Patchy è l'autoproclamato presidente del fan club immaginario di SpongeBob SquarePants da lui stesso fondato. La sua casa è infatti piena di oggetti a tema SpongeBob; tutti gli altri oggetti personali sono a tema piratesco.
Nelle stagioni più recenti non è più un personaggio in live action, ma è stato animato.

### Potty il pappagallo
Potty è un pappagallo verde di legno con dei fili bianchi evidenti. Vive con il suo migliore amico Patchy a Encino, California. Potty di solito si mostra sarcastico e irriverente nei confronti di Patchy, formando una rivalità tra i due. Tuttavia, una volta terminati i loro litigi, si perdonano a vicenda e rimangono sempre amici. 

### Waterman & Supervista
Waterman e Supervista (Mermaid Man & Barnacle Boy), i cui veri nomi sono Ernie e Tim, sono due supereroi anziani, idoli di SpongeBob e Patrick. Vivono in una casa di riposo, anche se sono ancora in attività in quanto "il male è sempre in agguato".
Waterman ha una stella marina lilla sul naso e indossa sempre una maglietta arancione, un reggiseno fatto di conchiglie, dei lunghi pantaloni verdi e delle pantofole rosa. A causa della sua età si dimentica tutto quello che gli dicono. Quando sente parlare del male si verifica una gag ricorrente in cui dà di matto. Da giovane, aveva una corporatura muscolare e atletica, ma da anziano è obeso e fuori forma.
Supervista è la spalla fidata di Waterman e indossa sempre una maglia rossa con fazzoletto blu al collo, dei pantaloncini neri, delle pinne blu scuro e un cappellino da marinaio bianco. Possiede una vista magica indebolita e ha un naso di grosse dimensioni simile a quello di Squiddi. A differenza di Waterman è scontroso e irascibile. È spesso esasperato dal comportamento distratto del suo compagno, che lo tratta ancora come un ragazzino nonostante l'anziana età.
A causa della morte dei doppiatori originali, ovvero Ernest Borgnine (2012) e Tim Conway (2019), anziché sostituire i doppiatori, i personaggi sono stati ritirati dalla serie.

### Larry l'astice
Larry l'aragosta è un astice molto muscoloso e patito del culturismo, amico di SpongeBob e Sandy. Più volte lo si può vedere impegnato come bagnino o in gare di sollevamento pesi. In inglese si chiama "Larry Lobster" e cioè "Larry l'astice", e quindi non è propriamente un'aragosta.  

### Betsy Krab
Betsy Krab (Betsy Krabs), nata nel 1920, è l'anziana madre di Mr. Krab, molto protettiva e severa nei confronti del figlio. Nell'episodio Nemico in famiglia ha una breve relazione con Plankton, per poi scaricarlo immediatamente dopo aver scoperto che quest'ultimo le faceva ormai la corte solo per poter ottenere da lei la formula segreta del Krabby Patty.

### Harold SquarePants
Harold SquarePants è il padre di SpongeBob. Ha una forma rotonda ed è di colore marroncino con dei fori marrone scuro. Veste simile a SpongeBob se non per il fatto che non indossa la cravatta. Inoltre porta in testa un cappello alla texana. Ha dei baffi grigi ed indossa degli occhiali circolari che non rendono visibili i suoi occhi.

### Claire SquarePants
Claire SquarePants, il cui nome completo è Claire Margaret Gretchen SquarePants BubbleBottom, è la madre di SpongeBob e moglie di Harold SquarePants. Molto maldestra, ha una testa rotonda così come suo marito ed è di colore arancione chiaro. Rispetto al marito e al figlio lei ha dei lunghi capelli neri sormontati da un cappellino viola senza visiera dello stesso colore del suo vestito e delle sue scarpe. Porta sempre una collana al collo fatta di perle bianche ed ha il rossetto.

### Nonna SquarePants
Nonna SquarePants è l'anziana nonna paterna di SpongeBob. Adora riempire il nipote di baci e cucinargli tante pietanze squisite, anche se in alcune circostanze lo mette in imbarazzo davanti a tutti.

### Perch Perkins
Perch Perkins è un reporter che lavora per Bikini Bottom News e riporta le notizie in diretta sulla scena. Lui e il Realistic Fish Head sono colleghi e buoni amici.

### Il Realistic Fish Head
Il Realistic Fish Head, di nome Johnny Elaine, è un reporter che assomiglia ad una sagoma ritagliata che raffigura un tonno dal vivo, ed è collega e amico di Perch Perkins. Compare anche nella sigla. 

### L'Olandese Volante
L'Olandese Volante è uno spaventoso pirata fantasma che vive a bordo della sua nave fantasma, circondata da un alone sinistro di luce verdastra e sospesa a mezz'aria. Si diverte a spaventare i cittadini di Bikini Bottom nel cuore della notte: si nasconde con la sua nave fantasma e osserva da un binocolo se qualche povero malcapitato sta passeggiando solo per la strada, e a quel punto entra in scena per spaventarlo. Adora anche collezionare le anime di vittime innocenti durante la notte di Halloween. 

### Fred
Fred è uno sgombro originario di Seattle e cliente fedele del Krusty Krab. È diventato un personaggio ricorrente dall'undicesima stagione in poi grazie alla sua frase simbolica: "La Gamba!" ("My Leg!" in originale). È protagonista di svariati meme.   

### Narratore Francese
È il narratore della serie, con accento francese, è il primo personaggio della serie stessa in assoluto ad essere apparso, seppur non fisicamente, mentre nell'episodio A un passo dalla patente si scopre che egli è in realtà un uomo travestito da palombaro.

### Re Nettuno
Re Nettuno è il signore del mare che vive in mezzo alle nuvole sopra Bikini Bottom. Appare in pochissimi episodi e in SpongeBob - Il film. Nel film e nel cartone di SpongeBob è diverso l'aspetto: nel cartone è di colore verde acqua, muscoloso, con una lunga barba e una corona d'oro e presenta dei lineamenti e un corpo più realistici. Nel film è un re pelato con una corona rossa e d'oro ed è di colore verde chiaro e il suo aspetto è molto più cartoonesco.

### Squilliam Fancyson III
Squilliam Fancyson III, conosciuto anche come Squilli Elegant, è l'ex compagno di scuola di Squiddi. È identico a lui eccetto che per il monociglio. Al contrario di Squiddi, è riuscito ad ottenere successo in tutti i campi in cui quest'ultimo ha fallito (musica, arte e danza). Fa di tutto per rendere invidioso Squiddi, il quale di rimpetto non sopporta lui e il suo continuo vantarsi, tuttavia lo stesso Squiddi è riuscito in alcune occasioni a batterlo e a metterlo in cattiva luce.

### Bubble Bass
Bubble Bass (chiamato inizialmente Pesce Citrullo in italiano) è un pesce obeso che indossa gli occhiali. Molto pignolo, si presenta inizialmente come nemico di SpongeBob e lo farà cadere in depressione per la mancanza di sottaceti nel Krabby Patty nella puntata Tutta colpa dei sottaceti. In seguito ci riproverà ma la spugna smaschera il suo imbroglio (li aveva infatti nascosti sotto la lingua), facendo fuggire Bubble Bass dal Krusty Krab. Diventa un personaggio ricorrente dalla nona stagione in poi, dove diventa più amichevole nei confronti di SpongeBob, pur mantenendo comunque un lato egoistico, come quando manipola quest'ultimo e Patrick nell'episodio Bubble Bass cambia casa. Inoltre è anche un nerd appassionato di fumetti, giocattoli e accessori sui supereroi e vive ancora con la madre che lo comanda a bacchetta. Del padre invece non si sa molto. Appare anche nella serie spin-off Lo show di Patrick Stella, dove gestisce un programma televisivo di recensioni chiamato "The Bubble Bass Reviews Show" (parodia della web serie Nostalgia Critic).

### Man Ray
Man Ray (chiamato anche Uomo Raggio nell'edizione italiana di alcuni episodi) è un supercattivo mascherato che indossa una tuta rossa e blu ed usa come arma una pistola laser. È uno dei peggiori nemici di Waterman e Supervista insieme a Dirty Bubble. È una parodia del supercattivo della DC Comics Black Manta. In un episodio quando ha scoperto che i suoi nemici si sono ritirati decide di farlo anche lui, ma senza successo.  

### Dirty Bubble
Dirty Bubble (chiamato inizialmente Bolla Sporca in italiano) è una gigantesca e sudicia bolla vivente che inghiotte le sue vittime. È uno dei peggiori nemici di Waterman e Supervista insieme a Man Ray e teme gli oggetti appuntiti, sua più grande debolezza. In un episodio tuttavia, seppur temporaneamente, diventa buono.  

### Il vecchio Jenkins
Il vecchio Jenkins è un pesce anziano che viene spesso menzionato dai protagonisti ed è spesso vittima degli incidenti causati da questi ultimi.  

### Spot
Spot è l'animale domestico di Plankton e Karen, un'ameba maschio dal comportamento canino molto giocherellone e goloso nonché grande amico di Gary, apparso per la prima volta nella nona stagione. 

### Rube Goldfish
Rube Goldfish è un pesce viola che fa il fotografo, è divenuto un personaggio ricorrente dall'undicesima stagione. È protagonista di varie vicende strane.  

### Nosferatu
Nosferatu, noto anche come Conte Orlock, è un vampiro e antagonista dell'omonimo film del 1922 e apparso per la prima volta nella seconda stagione. È diventato un personaggio ricorrente a partire dall'undicesima stagione. Dalla tredicesima stagione in poi, è spesso accompagnato dal suo schiavo Slappy Laszlo.

### Slappy Laszlo
Slappy Laszlo è un pesce giallo, talvolta anche verde scuro, spesso visto insieme a Nosferatu come suo schiavo. È raffigurato amante dell'horror e si comporta in modo strano. È una caricatura dell'attore Peter Lorre.  

### Lady Upturn
Lady Upturn è una ricca e sofisticata ma arrogante donna pesce rosa, apparsa per la prima volta nella decima stagione.

### Sir. Riccio
Sir. Riccio (Sir Urchin) è un riccio di mare molto sofisticato nonché il migliore amico di Lumaca Tonta, di cui entrambi gestiscono lo show Sir Urchin & Snail Fail Show. La sua frase più celebre, la dice ogni volta dopo che Lumaca Tonta lo colpisce con qualcosa in testa che é "Come hai osato?", anche se dalla tredicesima stagione e nello spin-off, la sua frase venne cambiata in "Non provarci mai più!".

### Lumaca Tonta
Lumaca Tonta (Snail Fail) è una lumaca maschio dall'apparenza stupida e sciocca, ma in realtà molto intelligente e poetico, è il migliore amico di Sir. Riccio, di cui entrambi gestiscono lo show Sir Urchin & Snail Fail Show. La sua frase più celebre, la dice ogni volta dopo che Sir Riccio lo rimprovera per averlo colpito in testa che é "Perché? Che ho fatto?"

## Personaggi dei film

### Principessa Mindy
Principessa Mindy, o semplicemente Mindy, è la figlia di Re Nettuno in SpongeBob - Il film. A differenza del sovrano tirannico che è suo padre, lei si dimostra una persona compassionevole, altruista e gentile. Doppiata in originale da Scarlett Johansson e in italiano da Perla Liberatori.

### Dennis
Dennis è l'antagonista secondario di SpongeBob - Il film. È uno spietato sicario assunto da Plankton per uccidere SpongeBob e Patrick, così da evitare che essi recuperino la corona di Re Nettuno che si trova a Shell City. Prima che riesca però a toglierli di mezzo viene inizialmente calpestato dal Ciclope, e infine, quando ritornerà per cercare di portare a termine una volta per tutte il suo assassinio sui due amici, si schianterà contro una barca, morendo. Doppiato in originale da Alec Baldwin e in italiano da Stefano Mondini. Ha lo stesso nome di un pesce quattrocchi che chiede a SpongeBob di grattargli la testa in un episodio.

### Il Ciclope
Il Ciclope è l'antagonista terziario di SpongeBob - Il film. In realtà è un uomo vestito da palombaro che svolge il ruolo di venditore in un negozio di articoli da regalo che sarebbe Shell City, imbalsamando creature marine di ogni tipo, per questo motivo catturerà SpongeBob e Patrick per poi cercare di ucciderli, ma alla fine verrà lui stesso ucciso da quest'ultimi con l'aiuto delle altre vittime da lui catturate.

### David Hasselhoff
David Hasselhoff è un essere umano che aiuta SpongeBob e Patrick a tornare a Bikini Bottom verso la fine di SpongeBob - Il film. Interpretato da se stesso e doppiato in italiano da Giorgio Locuratolo.

### Barba Burger
Barba Burger (Burger Beard) è un pirata che compare all'inizio della sigla di apertura, nonché l'antagonista principale del film SpongeBob - Fuori dall'acqua. All'inizio della sigla di apertura appare come un quadro con una bocca reale; nel film invece è interpretato da Antonio Banderas e riesce ad impossessarsi della ricetta del Krabby Patty, iniziando a venderlo per suo conto. Verrà successivamente sconfitto da SpongeBob e i suoi amici, che riconquisteranno la ricetta segreta. Suscita inoltre le invidie di Mr. Krab, in quanto ha dimostrato gran fiuto negli affari vendendo i Krabby Patty ad alto prezzo. Doppiato in italiano da Riccardo Rovatti e Claudio Moneta nella serie e da Luca Ward nel film.

### Bubbles
Bubbles è un magico delfino che appare nel film SpongeBob - Fuori dall'acqua. Incaricato di sorvegliare il cosmo, verrà licenziato a causa di SpongeBob e Plankton, i quali avevano viaggiato nel tempo, ma poi, resosi conto di aver sempre odiato questo lavoro, si sdebiterà con lo stesso SpongeBob e i suoi amici donando a loro la capacità di respirare sulla terraferma. Doppiato in originale da Matt Berry e in italiano da Paolo De Santis.

### Re Poseidone
Re Poseidone è il sovrano dei sette mari che risiede ad Atlantic City ed è l'equivalente greco di Re Nettuno. Compare in SpongeBob - Amici in fuga dove all'inizio si dimostra vanitoso, superficiale nonchè antagonista secondario e antieroe del film, usando la melma delle lumache per pulirsi il viso dalle rughe, motivo per cui terrà in ostaggio Gary, salvo poi diventare un re migliore grazie a SpongeBob che gli farà capire che ciò conta davvero sono gli amici e non la bellezza esteriore. Doppiato in originale da Matt Berry e in italiano da Luigi Rosa.

### Cancelliere
Il Cancelliere è l'assistente di Re Poseidone che compare nel film SpongeBob - Amici in fuga. Doppiato in originale da Reggie Watts e in italiano da Paolo Marchese.

### El Diablo
El Diablo è l'antagonista principale di SpongeBob - Amici in fuga. È il leader di un gruppo di pirati cannibali fantasmi che SpongeBob e Patrick incontrano. Inizialmente vuole uccidere quest'ultimi ma i due, seppur accidentalmente, lo eliminano facendolo diventare un mucchio di polvere che in seguito si dissolverà definitivamente in ultimo disperato tentativo di acchiappare i protagonisti, mentre i suoi sottoposti, ormai liberi da lui, potranno riposare in pace. Interpretato da Danny Trejo e doppiato in italiano da Angelo Nicotra.

### Saggio
Il Saggio è un cespuglio dalla faccia umana che appare in SpongeBob - Amici in fuga, dove aiuta SpongeBob e Patrick nel loro viaggio per ritrovare Gary. Interpretato da Keanu Reeves e doppiato in italiano da Luca Ward.